# Jacqueline Mazéas
Jacqueline Mazéas, francoska atletinja, * 10. oktober 1920, Denain, Francija, † 9. julij 2012, Darnétal, Francija.
Nastopila je na poletnih olimpijskih igrah leta 1948, kjer je osvojila bronasto medaljo v metu diska. 